# 광역수사대
광역수사대 또는 강력범죄수사대 또는 광수대는 지방경찰청 하에 중요한 광역사건(2개 이상의 경찰서에 걸쳐 발생한 동종 또는 유사사건)과 사회적 관심도가 큰 사건을 수사하는 전문수사팀 체제이다.
연방수사국과 유사하게 광역수사대에는 긴급신고 전화번호가 없고 일반 전화번호가 있다.

## 같이 보기
- 연방수사국